# Günterstal
Das Dorf Günterstal ist der südlichste Stadtteil von Freiburg im Breisgau. Es liegt im so genannten Bohrer-Tal (nach dem dort ausgeübten Handwerk der Deichel-Bohrer) am Fuße des auf Günterstaler Gemarkung liegenden 1284 Meter hohen Schauinsland im Schwarzwald, aufgrund dessen sich Freiburg rühmt, Deutschlands höchstgelegene Großstadt zu sein. Günterstal hat mehr als 2.000 Einwohner und ist durch eine etwa zwei Kilometer breite Siedlungszäsur, die Wonnhaldewiesen, von Freiburg getrennt. Das Dorf wurde 1890 nach Freiburg eingemeindet. Die südliche Nachbargemeinde ist Horben.

## Geschichte des Zisterzienserinnenklosters
Namentlich erwähnt wird Günterstal zum ersten Mal in einer Besitzurkunde aus dem Jahr 804, damals als „Gundherrerhusir“ (Häuser des Günther) in der Mark von Merzhausen. Rund 300 Jahre später taucht der Ort unter dem Namen „Guntheristal“ wieder auf. Um 1221 schenkt ein Adeliger, der einer Überlieferung aus dem 18. Jahrhundert zufolge Günther von Kibenfels hieß, seiner Tochter Adelheid Gelände in Günterstal. Dort baut sie mit ihren Gefährtinnen eine kleine klösterliche Anlage. In einer Urkunde von 1224 wird das Kloster in „Gunterstal“ erstmals erwähnt. Günther von Kibenfels kann jedoch nicht der Namensgeber des Ortes sein, da der Name „Günter“ schon sehr viel früher im Ortsnamen auftauchte.

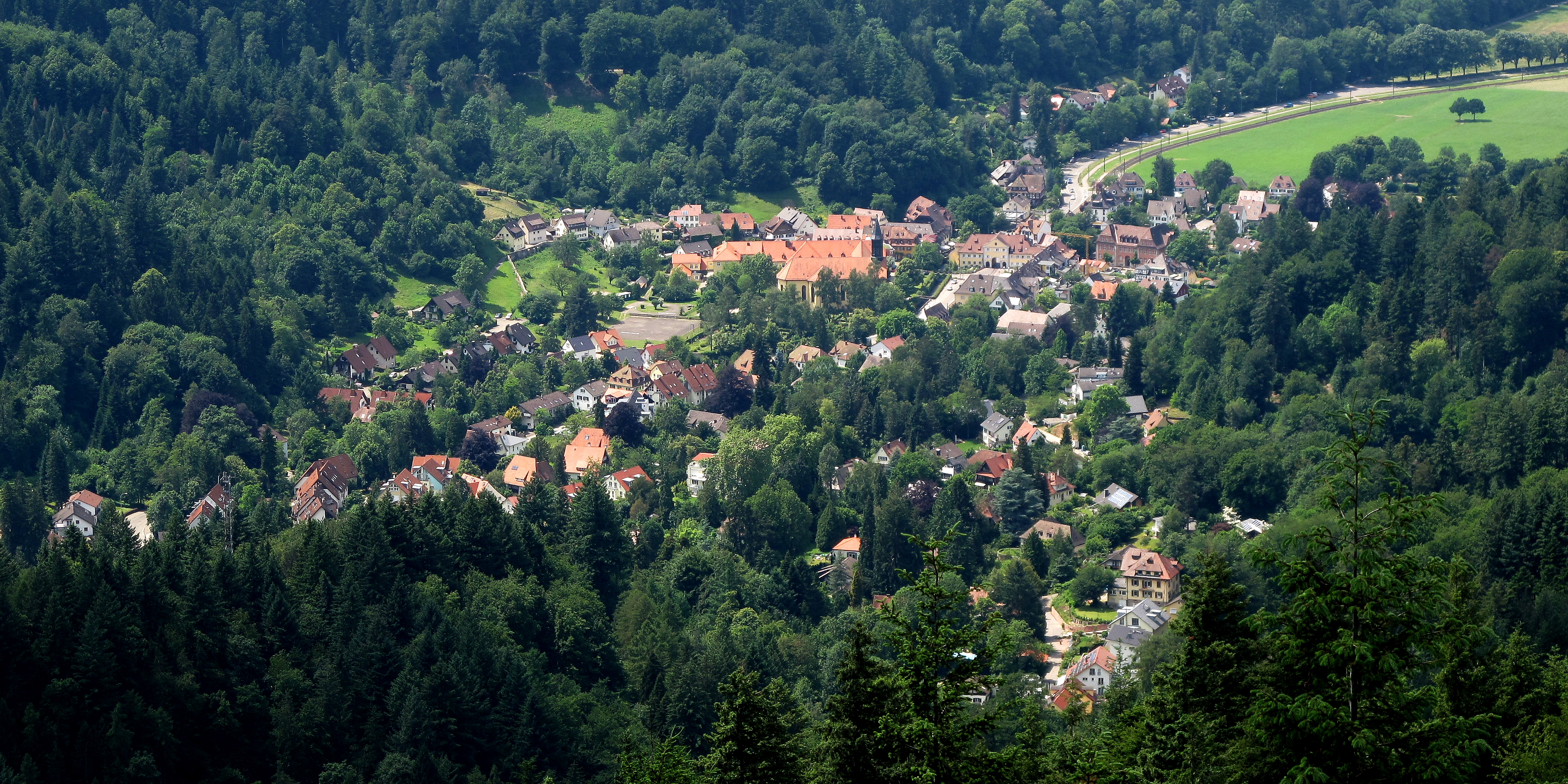
Günterstal vom Kybfelsen aus

Die Gemeinschaft um Adelheid schließt sich dem Zisterzienserinnenorden an, der, zumal Bernhard von Clairvaux auch in Freiburg gepredigt hatte, im Zuge der Kreuzzugsbewegung Begeisterung auslöste. Nach dem Tod von Adelheids Vater fällt auch dessen übriger Besitz an die Klostergemeinschaft, darunter auch die Burg „Kibenfels“ (Burg Kybfelsen). Aus einem Besitzverzeichnis von 1344 wird ersichtlich, dass das Kloster in dieser Zeit über Besitzungen in 90 Ortschaften verfügt, darunter das heutige städtische Tiergehege Mundenhof. Die Gemeinde Günterstal umfasst in dieser Zeit neben weiterem Besitz etwa 25 Häuser. Adelige Familien der Region wie z. B. die Küchlin, die Geben und die Schnewlin machen dem Kloster Schenkungen. Ihre, ins Kloster eintretenden, unverheirateten Töchter müssen, anders als in einem sogenannten Damenstift, allen Besitz dem Kloster übertragen und stellen die Äbtissinnen, die auch in den vorderösterreichischen Landständen Sitz und Stimme haben. 1486 wird das Kloster durch eine Überschwemmung in Mitleidenschaft gezogen. Mehrfach wird das Kloster in Kriegszeiten geplündert und verliert Besitzungen. So entgehen die Klosterfrauen 1632 mit knapper Not den Schweden, indem sie in das Kloster Rheinau fliehen. 1674 entlässt das Kloster unter Äbtissin Agnes von Greuth seine Untertanen aus der Leibeigenschaft. Nach der Verbesserung der wirtschaftlichen Situation des Klosters fällt 1727 unter Äbtissin Maria Rosa von Neveu die Entscheidung, das alte Klostergebäude durch einen Neubau zu ersetzen. Im Zeitraum von 1728 bis 1738 entsteht unter der aus dem Schwarzwald stammenden, ebenso frommen wie tatkräftigen, Äbtissin Maria Franziska Cajetana von Zurthannen nach den Plänen von Peter Thumb eine vollständig neue, barocke, Klosteranlage, von deren Kirche sich außer dem Portal nichts erhalten hat. Von der ehemals reichhaltigen Ausstattung der Klosterkirche sind nur noch eine Heilig-Blut-Reliquie, die das Kloster Reichenau 1737 den Zisterzienserinnen geschenkt hat, die dazu gehörige Monstranz von 1738 und (vermutlich) der Taufstein in Günterstal vorhanden; zwei Seitenaltäre sind heute in der Kirche von Buchenbach, das Chorgestühl in Kirchzarten, ein Beichtstuhl in der Kirche des ehemaligen Klosters Schuttern. Der Komplex Klostergebäude und ihre Mauern prägen noch heute die Ortsmitte. 1806 wird das Kloster auf Order Napoleons hin aufgelöst.

## Günterstal nach der Säkularisation
Die Klostergebäude erwirbt 1812 die Freiburger Firma Mez, die dort eine Fabrik einrichtet. Dies stellt für die Bewohner Günterstals einen großen Einschnitt dar, da die fast 600 Jahre währende Klosterherrschaft das Leben der Dorfbewohner geprägt hatte. Günterstal wird nun eine politisch selbständige Gemeinde. Diese ist jedoch kaum lebensfähig, da ihr entsprechendes Vermögen fehlt. Als „Insel“ innerhalb der Freiburger Gemarkung müssen sich die Günterstäler zum Beispiel an der kostspieligen Erhaltung des Wegenetzes beteiligen. Die Bürgerversammlung beschließt daher den Anschluss an Freiburg, der 1890 durch die Eingemeindung vollzogen wird.
1829 wird das Kloster bei einem Brand fast vollständig zerstört. Zunächst baut die Unternehmerfamilie von Hermann die Klostergebäude teilweise wieder auf und errichtet in ihnen eine Brauerei. 1833–34 wird durch die Badische Regierung die heutige Kirche unter Verwendung von Teilen der barocken Kirchenfassade und von Grabsteinen der letzten Äbtissin und eines Pfarrers an der Außenmauer errichtet und nach und nach neu ausgestattet. Ältestes Stück ist die Madonna mit Kind im Eingangsbereich aus dem 14. Jahrhundert. Aus der 1830 abgebrochenen Kirche des Klosters Tennenbach stammen die Altarmensa und der Tabernakelaufbau von Johann Michael Winterhalder (1706–1759), der auch Schöpfer des Kreuzes an der rechten Seitenwand und der Kanzel ist. Der Kreuzweg stammt von 1863 und wurde durch Wilhelm Dürr den Älteren für die Kirche des Collegium Borromäum in Freiburg geschaffen. Die farbige Fensterverglasung der Freiburger Werkstatt Helmle & Merzweiler wurde von 1885 bis 1902 eingesetzt. Das Gitter im Altarraum stammt von 1888. Die Retabel, die Nebenaltäre und die Kanzeltreppe sind bei der Renovierung 1998 bis 2002 durch Peter Hillenbrand, einen Architekten des bischöflichen Bauamts, unter Verwendung von Fundstücken verschiedener Herkunft neu entstanden.

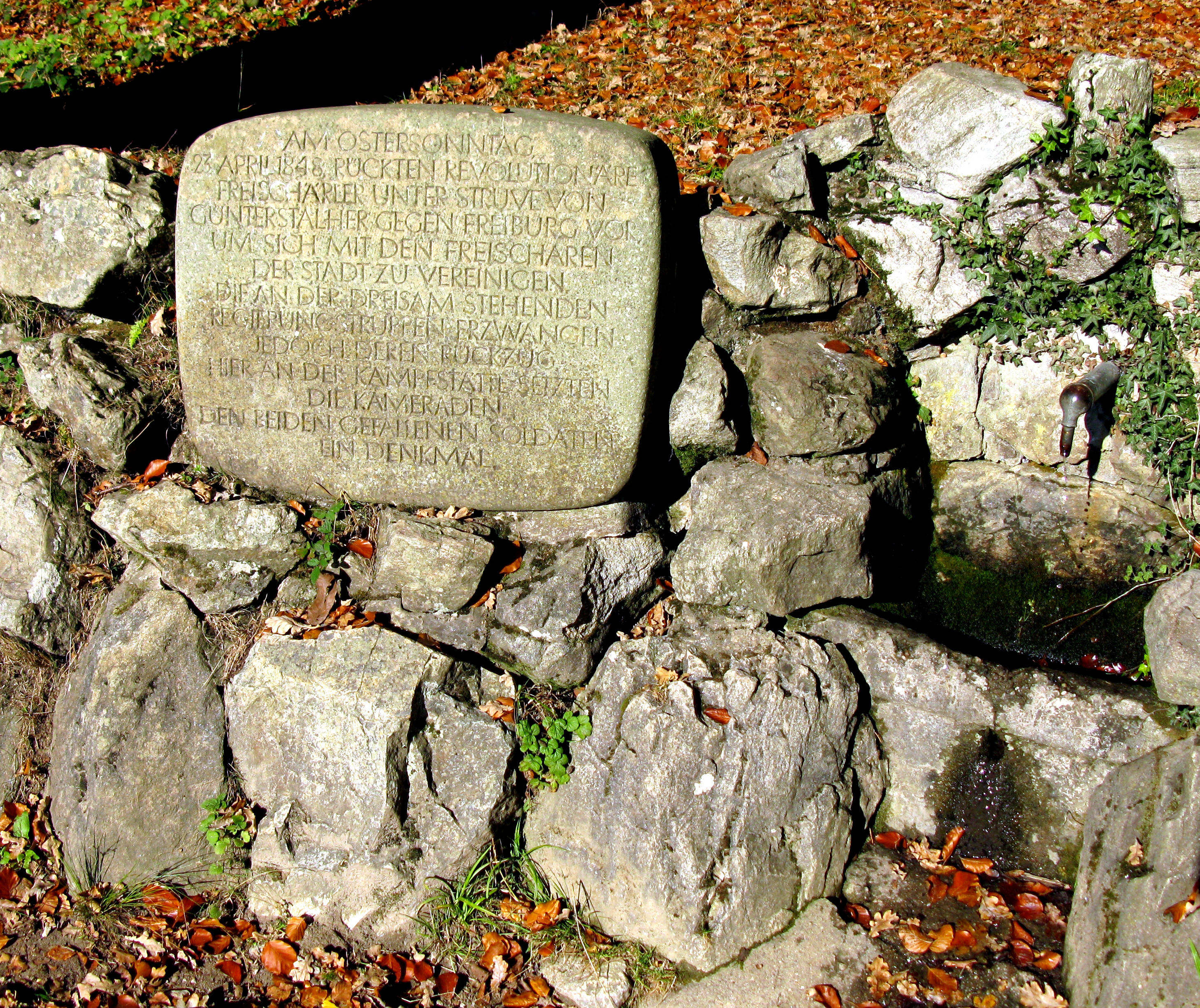
Denkmal mit Jägerbrunnen

In der Badischen Revolution von 1848/49 wird Günterstal Schauplatz eines tragischen Gefechts. Der Nachbarort Horben ist die „Operationsbasis“ Franz Sigels. Hier trifft seine Vorhut unter Gustav von Struve auf eine Abordnung aus Freiburg unter der Führung des Studenten Hermann Mors, der berichtet, dass sich die Stadt am 22. April 1848 auf die Seite der Aufständischen geschlagen habe und auf die Freischaren Sigels warte. Entgegen dem ausdrücklichen Befehl Sigels rückt Struve mit seinen 400 Mann über Günterstal hinaus auf den Talausgang beim heutigen Sternwaldeck vor. Dort trifft die Schar auf badische Truppen. Die Hoffnung Struves auf ein Überlaufen der Soldaten trügt. Es gibt ein kurzes Gefecht bei Günterstal, die Freischärler werden in die Flucht geschlagen und bis hinter Günterstal verfolgt. In dem Gefecht fallen etwa 20 Freischärler sowie drei Soldaten. Zweien davon setzen Kameraden am Jägerbrunnen ein Denkmal, das noch besteht.
1892 werden die Gebäude des ehemaligen Klosters von der Freiburger Waisenhausstiftung erworben. Nach der Eingemeindung verbessert sich die Verkehrsanbindung Günterstals durch den Bau der Straßenbahn im Jahr 1901, das Gaststättengewerbe erlebt einen Aufschwung.

### Sankt Lioba

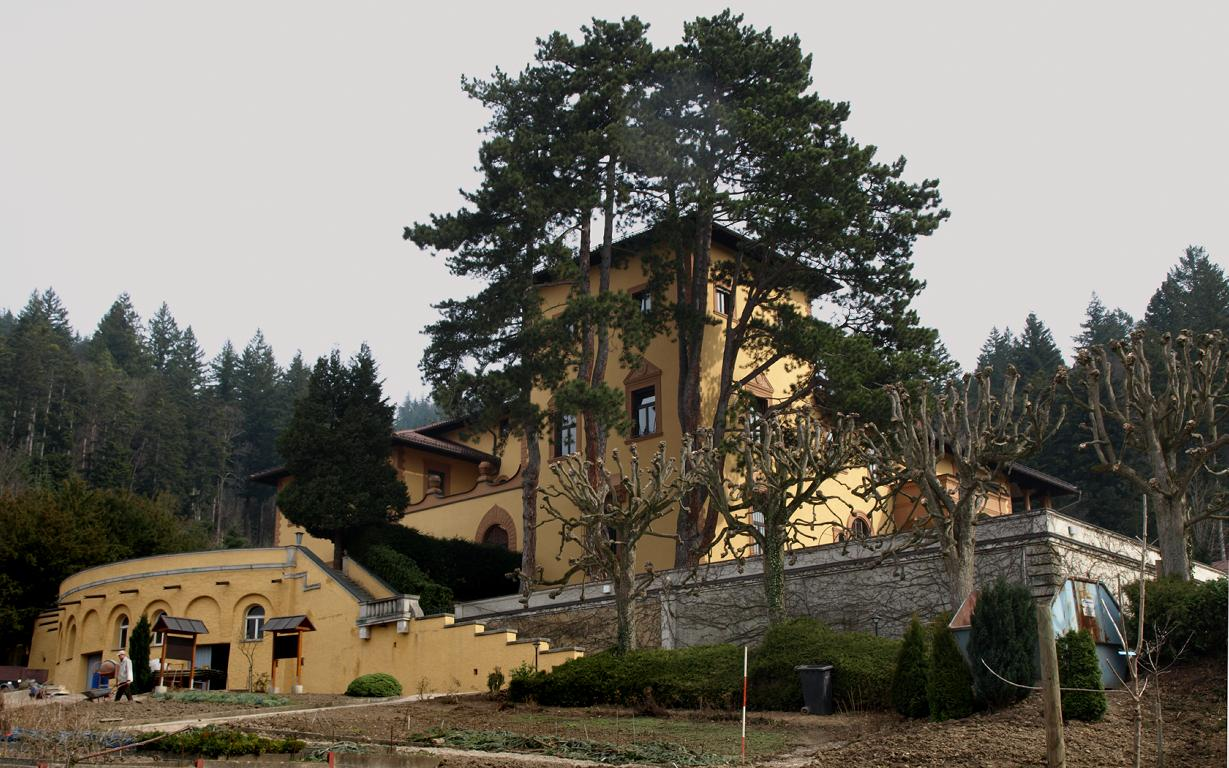
Benediktinerinnenkloster St. Lioba

Die Zahl der Höfe verringert sich, neue Landhäuser und Villen werden gebaut. Am nordwestlichen Ortseingang entsteht in exponierter Lage 1906 bis 1913 für den Oberamtsrichter in Müllheim August Wohlgemuth im toskanischen Stil die „Villa Wohlgemuth“.  1927 übernahmen die Benediktinerinnen von der heiligen Lioba das Anwesen.
Siehe auch: Kloster St. Lioba

### Waldhaus und Forstamt
Im Herbst 2008 wurde an der Wonnhalde in der Trägerschaft einer gemeinnützigen Stiftung das Waldhaus eröffnet. Mit seinen Angeboten will es neben Schulklassen die Allgemeinheit für das Ökosystem Wald sensibilisieren und für eine nachhaltige Forstwirtschaft werben. Neben Wechselausstellungen gibt es auch ein Café, das sonn- und feiertags geöffnet ist.
In unmittelbarer Nähe erfolgte Ende 2020 der Spatenstich für den Neubau des Forstamtes. Die Stiftung Waldhaus baute dort für rund 2,1 Millionen Euro ein viergeschossiges Holzhaus, in das im September 2022 das städtische Forstamt aus der Günterstalstraße 71 umzog. Der Neubau diente auch der Erweiterung des Waldhauses.
Im angrenzenden Stadtteil Wiehre befindet sich die Forstliche Versuchs- und Forschungsanstalt Baden-Württemberg.

## Verkehrsanbindung

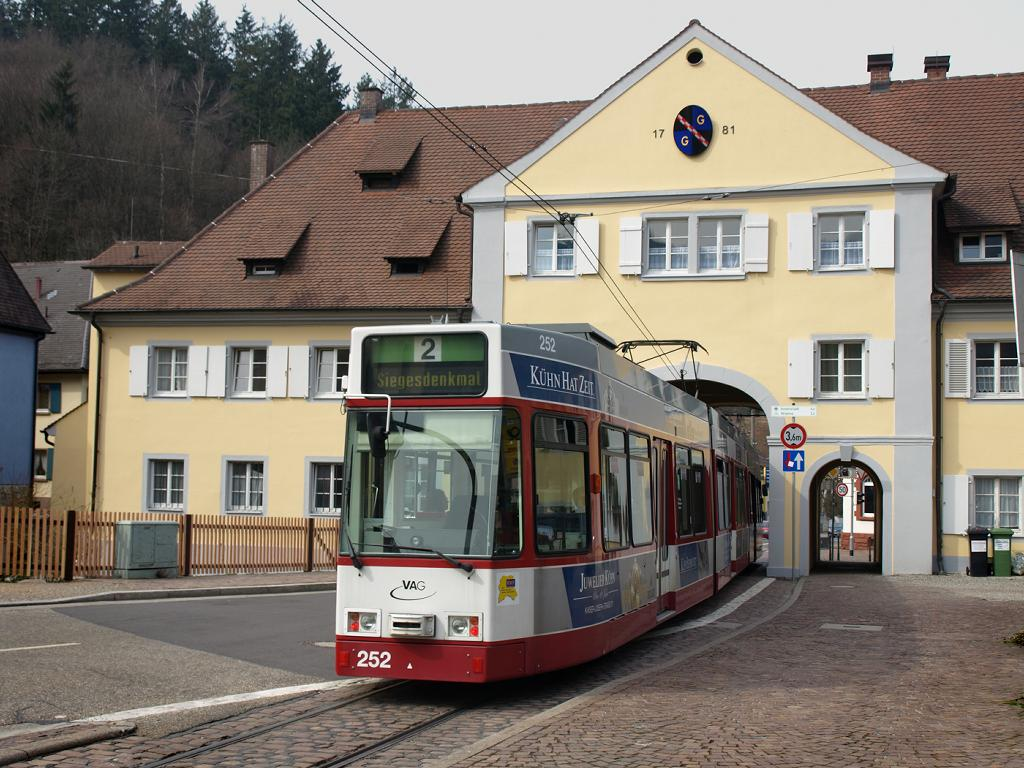
Die Straßenbahn durchfährt das Torhaus des ehemaligen Klosters

### Straßenbahn
Günterstal ist schon seit 1901 mit der Linie 2 der Freiburger Straßenbahn, die von der Freiburger Verkehrs AG betrieben wird, mit der Innenstadt verbunden. Die Schienen verlaufen zum größten Teil neben der Schauinslandstraße. In Günterstal existieren drei Haltestellen: Wiesenweg, Klosterplatz und die Endhaltestelle Dorfstraße. Diese war bis Ende 2014, als die Verlängerung der grenzüberschreitenden Linie 8 der Basler Straßenbahn nach Weil am Rhein eröffnet wurde, die südlichste Deutschlands. Seither ist sie nur noch die südlichste Straßenbahnhaltestelle eines deutschen Verkehrsunternehmens.

### Bus
An der Straßenbahn-Endhaltestelle beginnt die Buslinie 21, die tagsüber über die Talstation der Schauinslandbahn nach Horben fährt. Die Linie 21 fährt alle 15 bis 20 Minuten zur Talstation der Seilbahn, alle Stunde fährt ein Bus weiter den Berg hinauf nach Horben.

### Radverkehr

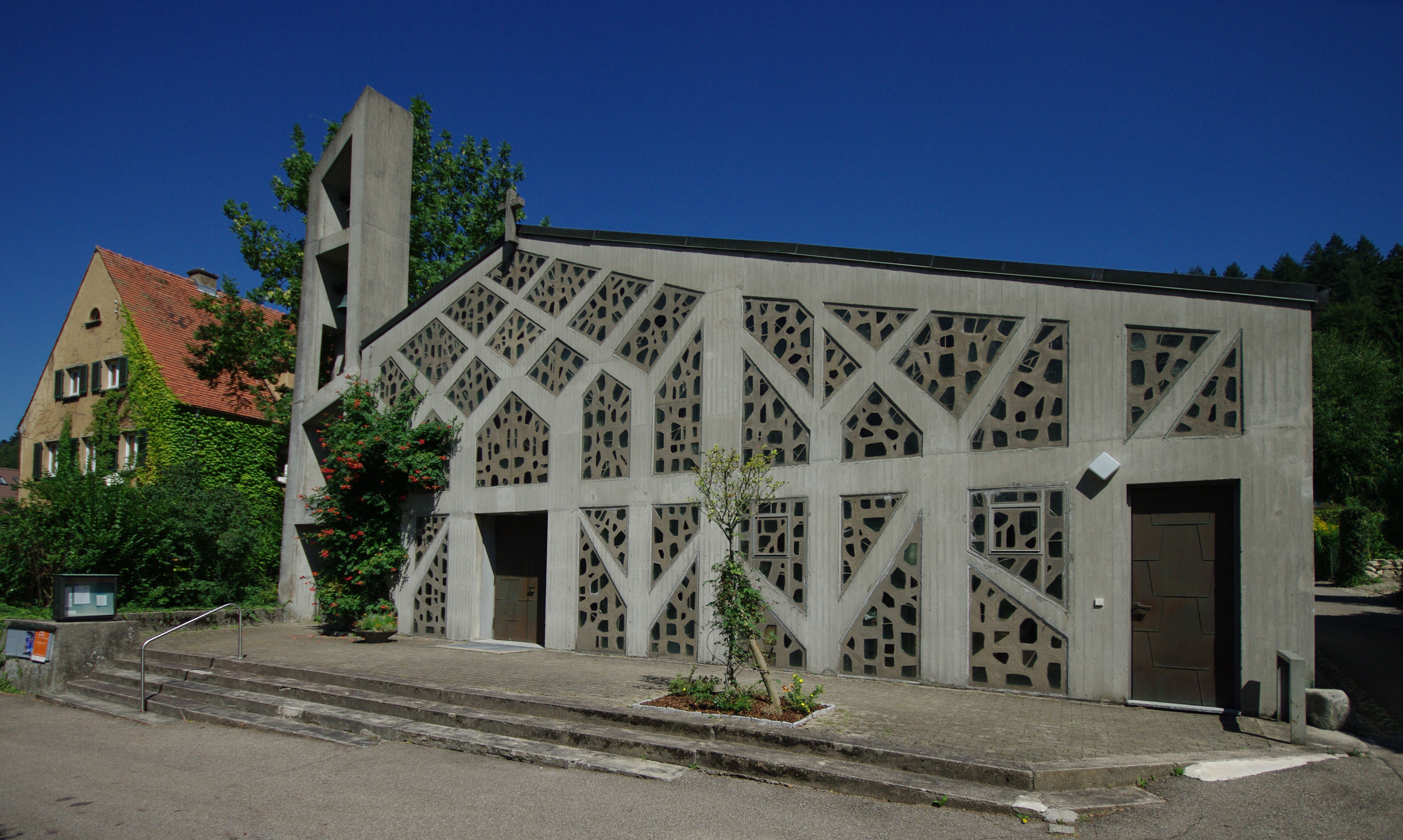
Matthias-Claudius-Kapelle

In Günterstal besteht eine Station des Fahrradverleihsystems Frelo. Entlang der Günterstalerstraße befindet sich kein durchgehender Radstreifen. Über die Goethestraße besteht ab der Kronenbrücke eine Anbindung vom FR 6 durch die Wiehre zum Holbeinplatz.

Der Schauinslandradweg führt über die Schauinslandstraße sowie Kirchzarten und Oberried einmal um den Schauinsland.

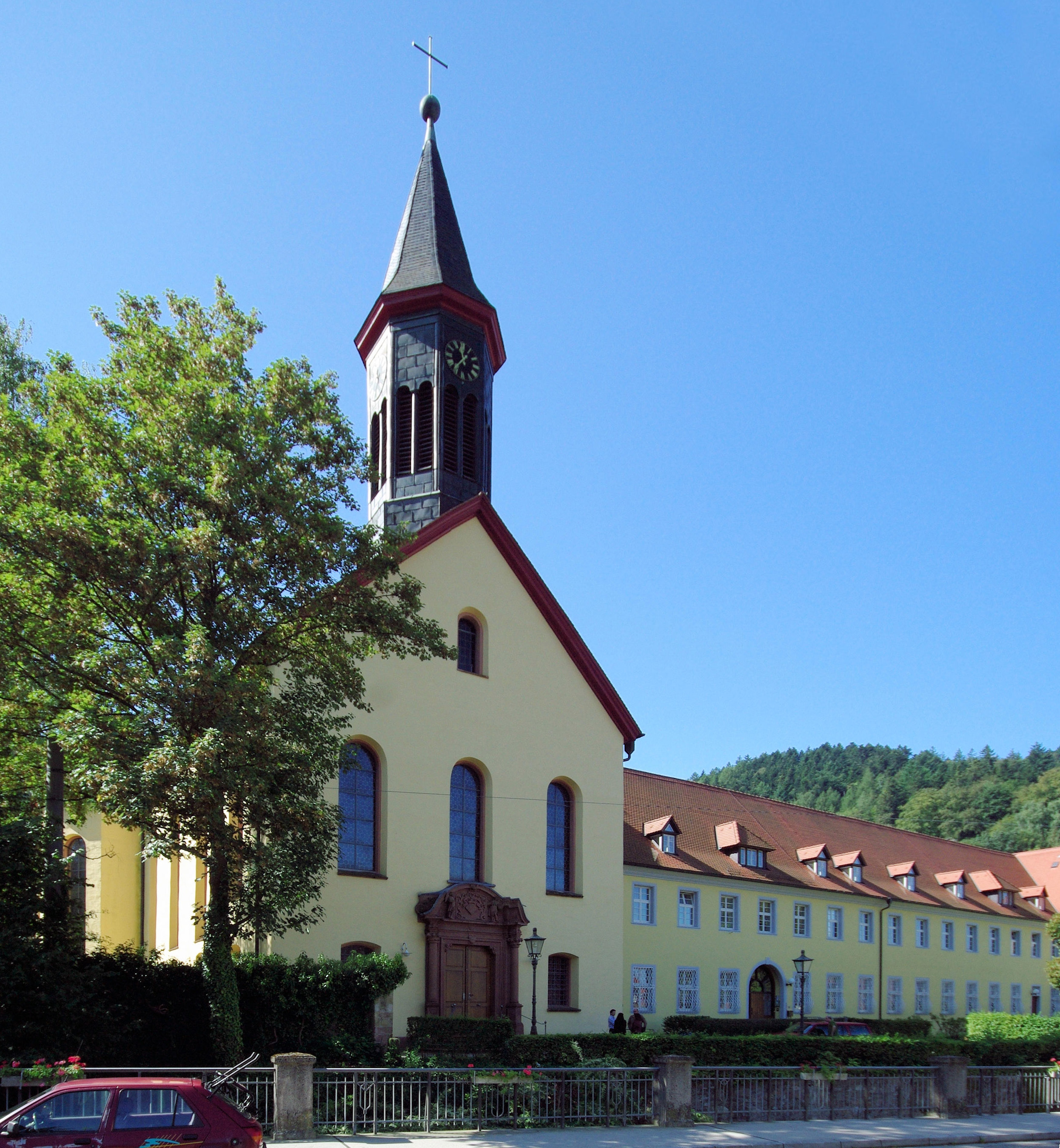
Liebfrauenkirche und ehemaliges Klostergebäude

### Mitfahrbänke
Seit 2019 stehen zwei Mitfahrbänke in Günterstal: eine an der Endhaltestelle der Straßenbahnlinie für die Richtung nach Horben und eine am südlichen Ortseingang in Richtung Stadtmitte.

## Ortsbeschreibung
Der Stadtteil kann in das Oberdorf, den südlichen Teil, und in das Unterdorf, den nördlich, der Stadt zugewandt liegenden Teil, gegliedert werden. Die Grenze verläuft durch den Maximilian-Kolbe-Weg hin zur Endhaltestelle und dann noch die Kuenzersteige entlang.

### Oberdorf
Das Oberdorf ist locker mit Villen und anderen zum Teil komfortablen Einfamilienhäusern bebaut. Außerdem gibt es dort:
- den Günterstäler Weiher
- das Gasthaus St. Valentin

### Unterdorf
Das Unterdorf liegt näher an der Stadt Freiburg. In den 2010er Jahren schlossen zwei Bäckereien. Der nächste Supermarkt ist in der Lorettostraße im Stadtteil Wiehre. Seit 2022 gibt es freitags einen Wochenmarkt beim Schulhaus.
Weitere nennenswerte Gebäude und Einrichtungen:
- das Günterstäler Tor, das ehemals Eingang in den Klosterbereich war
- das Kloster St. Lioba der Benediktinerinnen (ehemalige Villa Wohlgemuth)
- die katholische Liebfrauenkirche mit angrenzendem Friedhof mit Gräbern bekannter Persönlichkeiten (s. u.)
- die evangelische Matthias-Claudius-Kapelle
- das Schulhaus (heute ein Sonderpädagogisches Bildungs- und Beratungszentrum mit Förderschwerpunkt geistige Entwicklung) mit der Mehrzweckhalle
- eine Kindertagesstätte[11]
- verschiedene Gasthäuser mit gehobener bis einfacher Küche; am Gasthof Kybfelsen befindet sich eine Gedenktafel an Edith Stein, die dort oft eingekehrt ist
- Café mit Rösterei[12]
- eine Tankstelle
- der Kinderspielplatz mit Grillstelle
- die Jugendgruppe Günterstal

## Natur und Landschaft

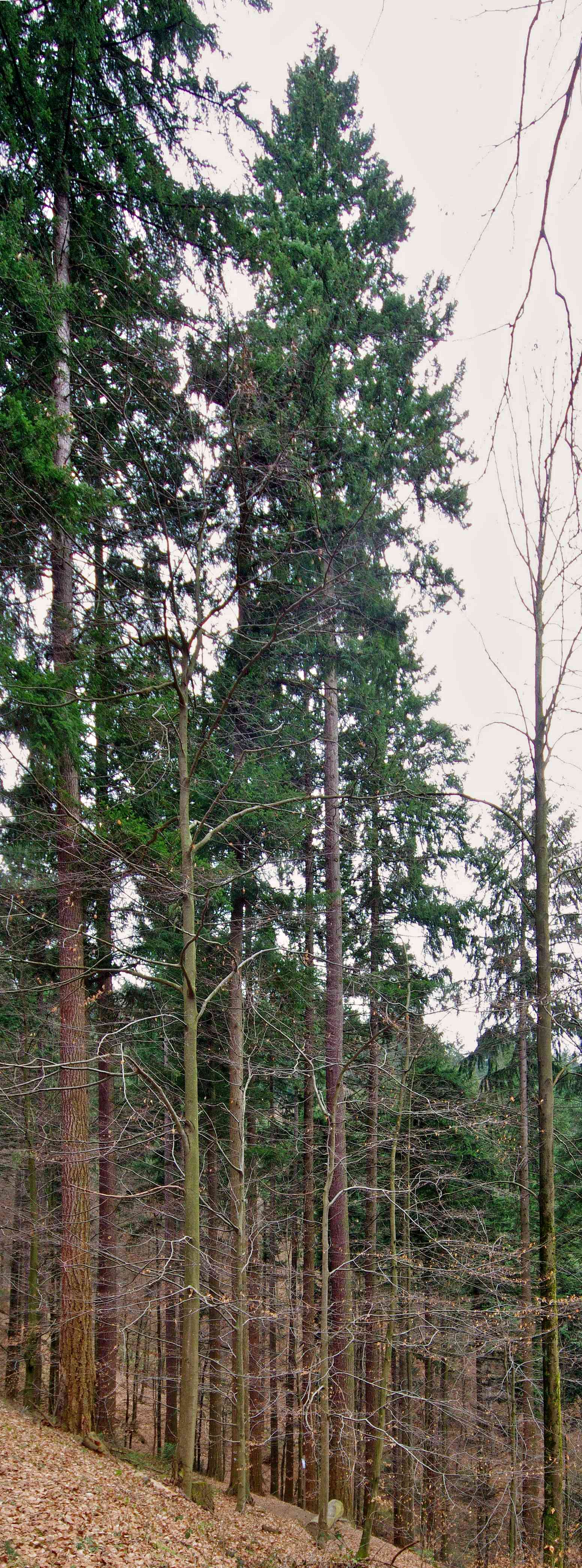
Waldtraut vom Mühlwald, höchster Baum Deutschlands

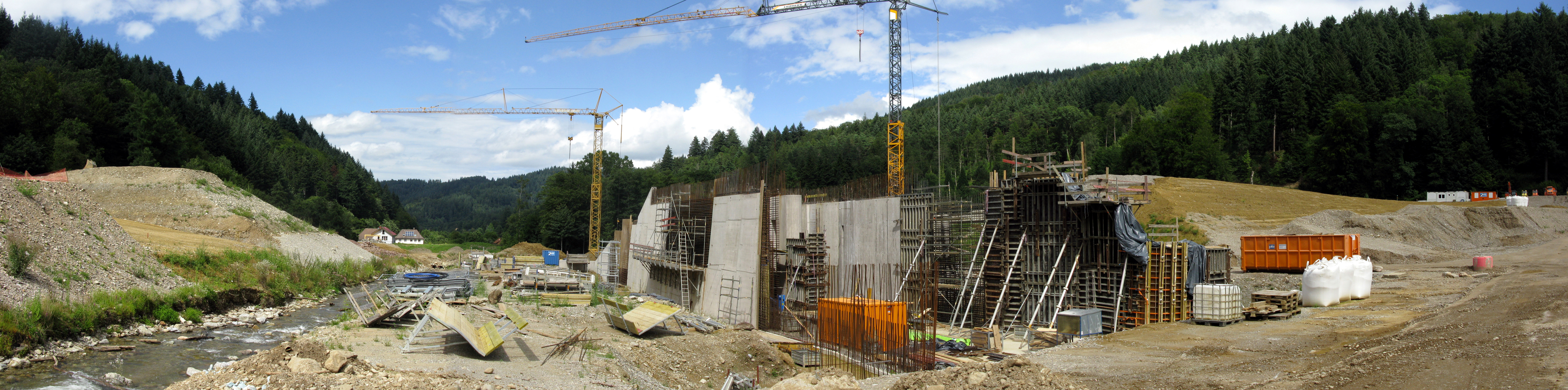
Bau des Bohrerdamms (August 2021)

Über die Landschaft um Günterstal hat der russische Schriftsteller Maxim Gorki bei seinem Aufenthalt 1923 geschrieben: „Wir leben in einem schönen, grünen Tal bei Freiburg und beabsichtigen den Winter über hier zu bleiben. Interessant ist hier die Vegetation, nicht nur wegen ihrer Farben, sondern auch wegen ihrer Formen: Thujen, Zypressen, verschiedene Nadelbäume. Es ist eine milde, bergige Landschaft…“

### Höchster Baum Deutschlands
Im Mühlwald, einem Teil des Arboretums Freiburg-Günterstal, steht der höchste Baum Deutschlands, eine Douglasie mit einem Stammumfang am Fuß von 300 cm und einer Höhe von rund 65 m. Man gab ihr den Namen Waldtraut vom Mühlwald ⊙. Sie verwies damit im August 2008 die Eberbacher Douglasie auf Platz zwei, die Messungen beider Bäume wurde von einem Messteam des geodätischen Institutes der Uni Karlsruhe durchgeführt. Die vom städtischen Forstamt veranlasste Messung vom März 2017 ergab eine Höhe von 66,581 m. Die Messung vom 19. November 2019 ergab 67,18 m.

### Hochwasserschutz
Nach jahrelangen Planungen und Streit, sagte das Land der Stadt Freiburg einen Zuschuss von 8,8 Millionen Euro für den Bau eines 13,5 Meter hohen, 275 Meter langen und bis zu 80 Meter breiten Staudamms im Bohrertal auf Horbener Gemarkung zu. Ein Horbener Landwirt, dessen Flächen davon hauptsächlich betroffen waren, hatte gegen den Planfeststellungsbeschluss der Stadt, der den Damm in Horben genehmigt, beim Verwaltungsgerichtshof in Mannheim geklagt. Auch Naturschutzverbände und Freiburger Bürgervereine hatten massive Einwendungen gegen den Bohrerdamm erhoben. Nachdem die Stadt dem Horbener Landwirt Ersatzland zur Verfügung stellte, wurde der Rechtsstreit beendet. Außerdem wurde die Aufstockung des bestehenden Hochwasserrückhaltebeckens an der Breitmatte um zwei Meter zwischen den Stadtteilen Günterstal und Wiehre geplant. Auch dagegen hatte sich Widerstand vom Bürgerverein Mittel- und Unterwiehre geregt, rechtliche Schritte dagegen wurden jedoch nicht unternommen. Der Spatenstich für den Bohrerdamm erfolgte im Februar 2020, im Sommer begann der Bau an der Breitmatte. Nicht nur die bestehenden Freiburger Stadtteile Günterstal, Wiehre, Vauban, Haslach und Weingarten sollten durch die beiden 19,5 Millionen Euro teuren Projekte vor einem Jahrhunderthochwasser geschützt werden, sie waren auch Voraussetzung für den Bau des geplanten Stadtteils Dietenbach. Die Erweiterung des Hochwasserrückhaltebeckens Breitmatte konnte im November 2022 abgeschlossen und der Neubau im Bohrertal im April 2023 fertiggestellt werden.

## Bekannte Personen
- Sepp Allgeier (1895–1968), Kameramann und Fotograf, ist auf dem Friedhof Günterstal beigesetzt.
- Jonas Cohn (1869–1947), Philosoph und Pädagoge, lebte in Günterstal.
- Richard Engelmann (1868–1966), Bildhauer, ist auf dem Friedhof in Günterstal beigesetzt.
- Hans Filbinger (1913–2007), Ministerpräsident, lebte viele Jahre bis zu seinem Tod in Günterstal und ist auch dort bestattet.
- Hermann Flamm (1871–1915), Historiker und Archivar, in Günterstal geboren.
- Maria Föhrenbach (1883–1961), Gründerin des Frauenordens der Benediktinerinnen OSB von der Heiligen Lioba, ist auf dem Klosterfriedhof der Benediktinerinnen der Heiligen Lioba beigesetzt.
- Swetlana Geier (1923–2010), Literaturübersetzerin, lebte in Günterstal, wo sie auch verstorben ist.
- Hans von Geyer zu Lauf (1895–1959) ist auf dem Friedhof Günterstal beigesetzt.
- Maxim Gorki (1868–1936), russischer Schriftsteller, lebte mit seiner Geliebten Moura Budberg 1923 einige Monate in Günterstal.
- Rudolf Haufe (1903–1971), Gründer des Rudolf-Haufe-Verlags, ist auf dem Friedhof Günterstal beigesetzt.
- Edmund Husserl (1859–1938), Philosoph; seine Asche ist auf dem Friedhof Günterstal beigesetzt.
- Wolfgang Kirchgässner (1928–2014), Freiburger Weihbischof von 1979 bis 1998, lebte im Mutterhaus St. Lioba.
- Friedrich Rinne (1863–1933), Mineraloge, ist auf dem Friedhof Günterstal beigesetzt.
- Lutz Röhrich (1922–2006), Volkskundler und Erzählforscher, erster Inhaber des Lehrstuhls für Volkskunde an der Universität Freiburg lebte bis zu seinem Tod in Günterstal und ist dort auch beigesetzt.
- Carl Schuster (1854–1925), Architekt und Maler. starb in Günterstal.
- Edith Stein (Schwester Teresia Benedicta vom Kreuz, 1891–1942), Philosophin, heiliggesprochen durch Papst Johannes Paul II. und aufgenommen unter die „Patrone Europas“ am 11. Oktober 1998, lebte 1916, 1929 und 1931/32 in Günterstal.
- Hans Thieme (1906–2000), Rechtshistoriker, ist auf dem Friedhof in Günterstal beigesetzt.
- Hildegardis Wulff (1896–1961), Mitbegründerin des Frauenordens der Benediktinerinnen OSB von der Heiligen Lioba, ist auf dem Klosterfriedhof der Benediktinerinnen der Heiligen Lioba beigesetzt.
- Ernst Zermelo (1871–1953), Mathematiker, ist auf dem Friedhof in Günterstal beigesetzt.